# Lago Mascardi
Lago Mascardi är en sjö i Argentina.   Den ligger i provinsen Río Negro, i den sydvästra delen av landet, 1 400 km sydväst om huvudstaden Buenos Aires. Lago Mascardi ligger 807 meter över havet. Arean är 39 kvadratkilometer. Den sträcker sig 11,6 kilometer i nord-sydlig riktning, och 13,4 kilometer i öst-västlig riktning.
Trakten runt Lago Mascardi består i huvudsak av gräsmarker. Runt Lago Mascardi är det ganska glesbefolkat, med 24 invånare per kvadratkilometer.